# Quảng Xuyên

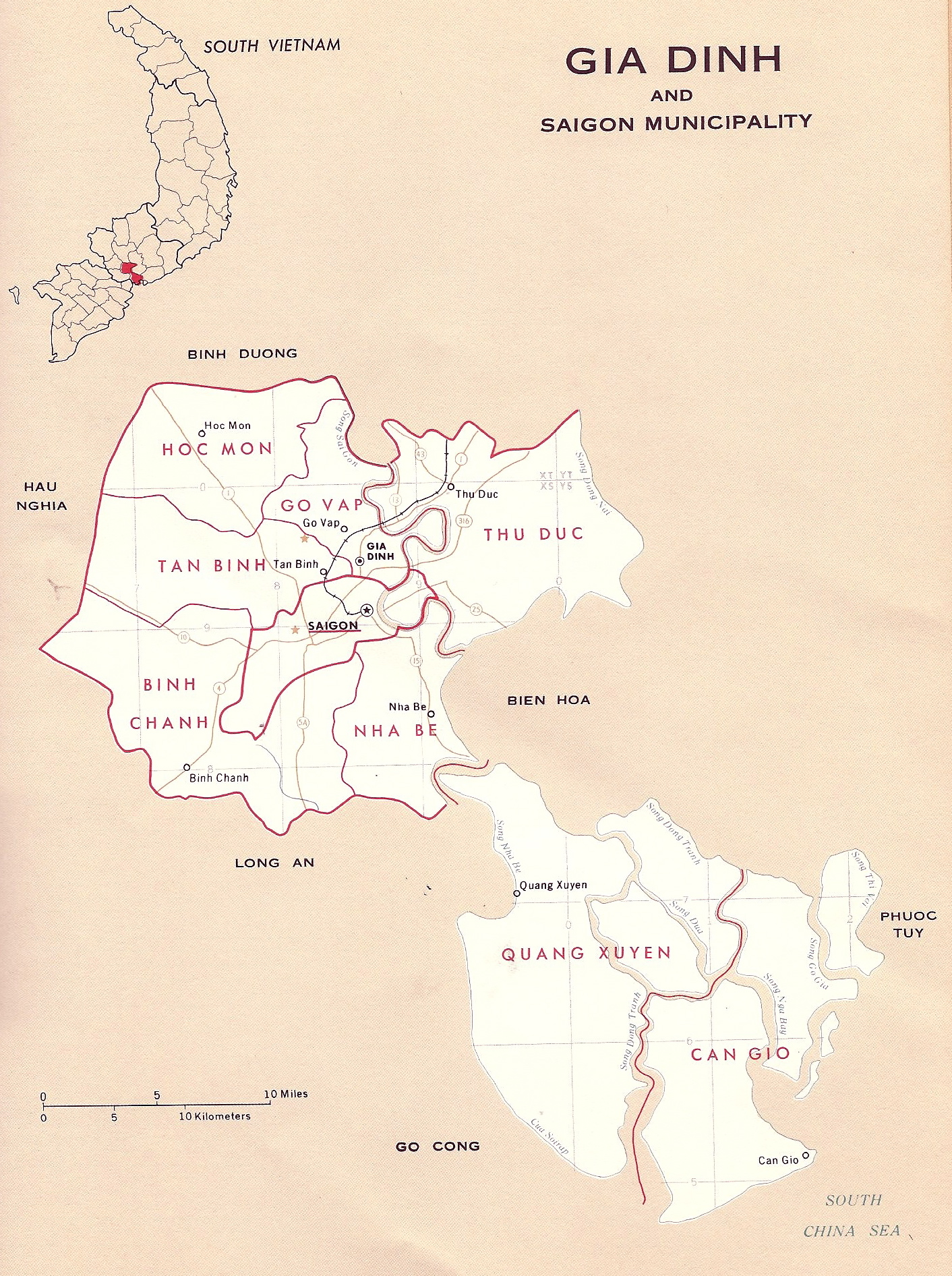
Bản đồ tỉnh Gia Định thời Việt Nam Cộng hòa

Quảng Xuyên là một quận cũ thuộc tỉnh Gia Định của Việt Nam Cộng hòa trước năm 1975. Địa bàn quận Quảng Xuyên hiện nay tương ứng với các xã An Thới Đông, Bình Khánh, Tam Thôn Hiệp, Lý Nhơn của huyện Cần Giờ thuộc Thành phố Hồ Chí Minh.

## Địa lý
Quận Quảng Xuyên trước năm 1975, có vị trí địa lý:
- Phía đông giáp quận Cần Giờ
- Phía tây giáp các quận Cần Giuộc, Cần Đước, tỉnh Long An và quận Hòa Tân, tỉnh Gò Công
- Phía nam giáp Biển Đông
- Phía bắc giáp quận Nhà Bè
- Phía đông bắc giáp quận Nhơn Trạch, tỉnh Biên Hòa.

## Lịch sử

### Thời Pháp thuộc
Ngày 18 tháng 12 năm 1872, thực dân Pháp thành lập tổng Cần Giờ gồm 05 làng, từ phần đất cắt ra của hai tổng: Bình Trị Trung và Bình Trị Hạ vốn thuộc huyện Bình Dương, phủ Tân Bình, tỉnh Gia Định vào thời Nhà Nguyễn độc lập.
Ngày 28 tháng 2 năm 1875, thành lập thêm tổng An Thít do chia tách từ tổng Cần Giờ.
Tỉnh Gia Định từ ngày 1 tháng 1 năm 1911 chia thành 4 quận: Hóc Môn, Thủ Đức, Gò Vấp và Nhà Bè. Quận Nhà Bè có bốn tổng: Bình Trị Hạ, Dương Hòa Hạ, An Thít (còn gọi là An Thịt) và Cần Giờ.
Ngày 3 tháng 5 năm 1947, hai tổng: Cần Giờ và An Thít của quận Nhà Bè tách khỏi tỉnh Gia Định, chuyển sang thuộc tỉnh Vũng Tàu, lập mới quận Cần Giờ thuộc tỉnh Vũng Tàu (đến năm 1952 tỉnh này đổi thành thị xã Vũng Tàu). Quận Cần Giờ gồm 2 tổng: Cần Giờ và An Thít.

### Giai đoạn 1956-1976

#### Việt Nam Cộng hòa
Năm 1956, quận Cần Giờ (gồm hai tổng: Cần Giờ và An Thít) thuộc thị xã Vũng Tàu. Ngày 3 tháng 1 năm 1957, do thị xã này giải thể, quận Cần Giờ bị phân ra: tổng An Thít giải thể, các xã của tổng này nhập vào tổng Dương Hòa Hạ, quận Cần Giuộc, tỉnh Long An; quận còn lại tổng Cần Giờ chuyển sang trực thuộc tỉnh Phước Tuy (tên gọi mới của tỉnh Bà Rịa lúc đó). Quận Cần Giờ gồm 05 xã: Cần Thạnh, Đồng Hòa, Long Thạnh, Thạnh An và Tân Thạnh và 10 ấp. Quận lỵ đặt tại xã Cần Thạnh.
Ngày 30 tháng 8 năm 1957, tái lập tổng An Thít thuộc quận Cần Giuộc, gồm 04 xã: Bình Khánh, An Thới Đông, Lý Nhơn và Tam Thôn Hiệp của tổng Dương Hòa Hạ.
Ngày 29 tháng 1 năm 1959, chính quyền Việt Nam Cộng hòa thành lập mới quận Quảng Xuyên thuộc tỉnh Phước Tuy, trên cơ sở tổng An Thít tách từ quận Cần Giuộc, tỉnh Long An. Quận Quảng Xuyên bao gồm 04 xã: Bình Khánh, An Thới Đông, Tam Thôn Hiệp và Lý Nhơn. Quận lỵ đặt tại xã An Thới Đông.
Ngày 9 tháng 9 năm 1960, hai quận Cần Giờ và Quảng Xuyên của tỉnh Phước Tuy chuyển sang thuộc tỉnh Biên Hoà.
Ngày 17 tháng 11 năm 1965, hai quận Quảng Xuyên và Cần Giờ được cắt từ tỉnh Biên Hoà nhập vào tỉnh Gia Định:
- Quận Cần Giờ gồm 05 xã: Cần Thạnh, Đồng Hòa, Long Thạnh, Thạnh An và Tân Thạnh;
- Quận Quảng Xuyên gồm 04 xã: An Thới Đông, Bình Khánh, Lý Nhơn và Tam Thôn Hiệp.

Sự phân chia hành chính này của quận Cần Giờ và quận Quảng Xuyên vẫn giữ ổn định cho đến ngày 29 tháng 4 năm 1975.

#### Chính quyền Cách mạng
Về phía chính quyền Mặt trận Dân tộc Giải phóng miền Nam Việt Nam và sau này là Chính phủ Cách mạng lâm thời Cộng hòa miền Nam Việt Nam cùng với Việt Nam Dân chủ Cộng hòa, huyện Cần Giờ vẫn thuộc tỉnh Gia Định như cũ. Huyện Cần Giờ có địa bàn tương đương với hai quận Cần Giờ và Quảng Xuyên theo phân chia hành chính của chính quyền Việt Nam Cộng hòa gộp lại.
Từ ngày 5 tháng 7 năm 1968, sáp nhập huyện Cần Giờ với hai xã Phú Hữu, Phước Khánh của huyện Nhơn Trạch, tỉnh Biên Hòa và xã Long Sơn thuộc huyện Châu Thành, tỉnh Bà Rịa để lập huyện Duyên Hải trực thuộc tỉnh Biên Hòa.
Sau ngày 30 tháng 04 năm 1975, chính quyền quân quản Cộng hòa miền Nam Việt Nam ban đầu vẫn đặt huyện Duyên Hải thuộc tỉnh Biên Hòa như trước cho đến đầu năm 1976.

### Từ năm 1976 đến nay
Tháng 2 năm 1976, huyện Duyên Hải thuộc tỉnh Đồng Nai (tỉnh mới được thành lập do hợp nhất tỉnh Biên Hòa, tỉnh Bà Rịa và tỉnh Long Khánh trước đó).
Ngày 29 tháng 12 năm 1978, huyện Duyên Hải được sáp nhập vào Thành phố Hồ Chí Minh. Huyện Duyên Hải có 07 xã: An Thới Đông, Bình Khánh, Cần Thạnh, Long Hòa, Lý Nhơn, Tam Thôn Hiệp, Thạnh An.
Ngày 18 tháng 12 năm 1991, huyện Duyên Hải đổi lại tên cũ là huyện Cần Giờ.